# 10825 Augusthermann
10825 Augusthermann è un asteroide della fascia principale. Scoperto nel 1993, presenta un'orbita caratterizzata da un semiasse maggiore pari a 2,2717946 UA e da un'eccentricità di 0,1319073, inclinata di 6,76997° rispetto all'eclittica.